# Amy Macdonald

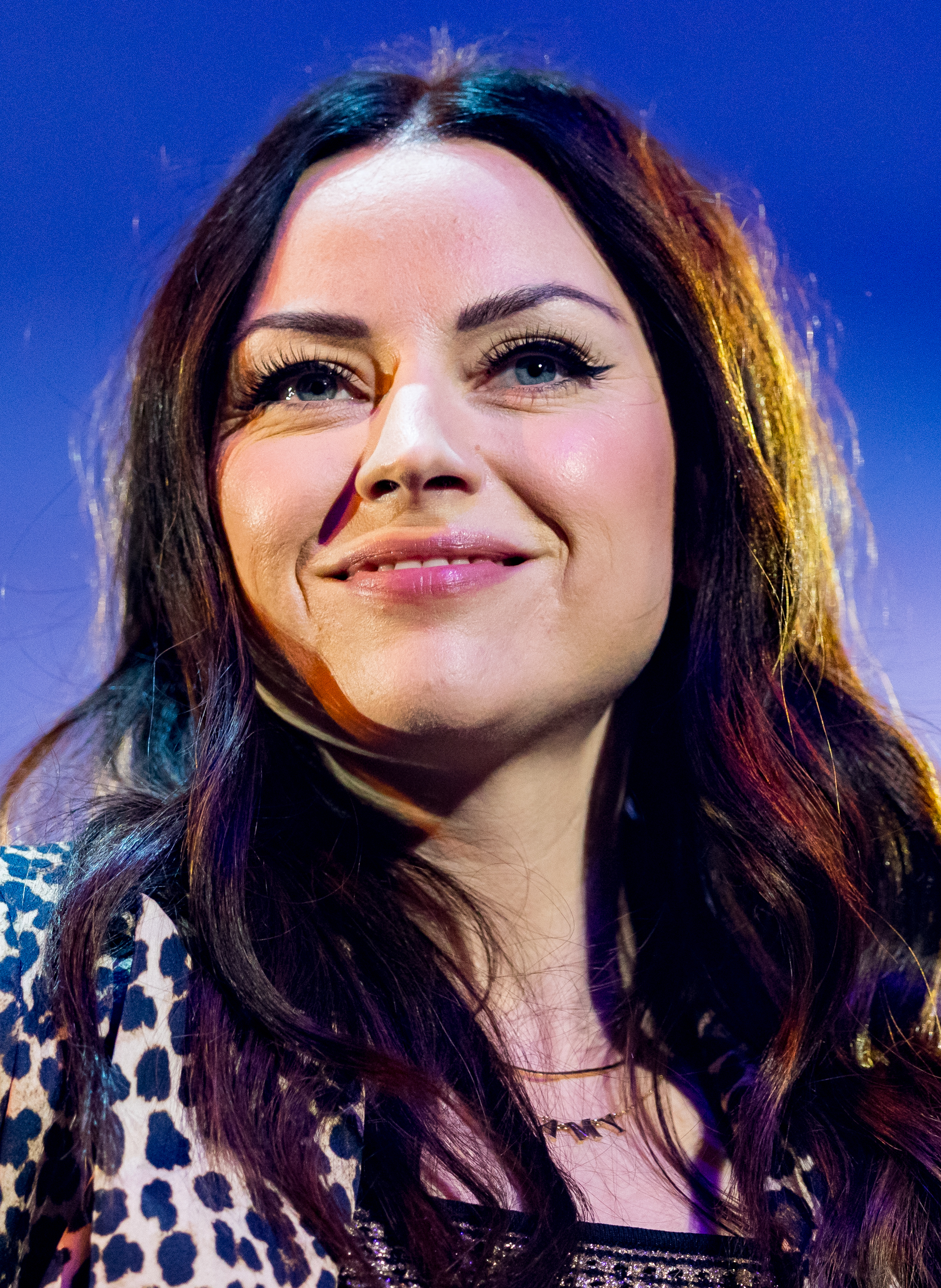
Amy Macdonald (2022)

Amy Elizabeth Macdonald (* 25. August 1987 in Bishopbriggs) ist eine britische Singer-Songwriterin. Nach ihrem Durchbruch 2007 mit This Is the Life erreichte sie mit ihren ersten vier Alben die Spitze einiger europäischer Charts.

## Leben und Karriere
Amy Macdonald wurde 1987 im Glasgower Vorort Bishopbriggs in Schottland geboren. Im Alter von zwölf Jahren begann sie – unter anderem von der Rockband Travis beeinflusst – akustische Gitarre zu spielen. Als Schlüsselerlebnis für ihre Karriere bezeichnet sie einen Auftritt von Pete Doherty in Glasgow. Im Juli 2007 belegte die Autodidaktin mit dem Titel Mr Rock & Roll Platz zwölf der UK Top 40. Im Herbst 2007 begleitete sie Paul Weller auf seiner Deutschland-Tournee. Mit ihrem Debütalbum This Is the Life erreichte sie Anfang 2008 Platz eins der UK-Charts und erhielt Dreifach-Platin. Die gleichnamige Single war auch erfolgreich.
Die Aufnahmen für das zweite Album A Curious Thing fanden im Black Barn Studio von Paul Weller statt. Das Album erschien im März 2010; die Single Don’t Tell Me That It’s Over wurde bereits Ende Februar 2010 ausgekoppelt. Das Album debütierte auf dem ersten Platz der deutschen, österreichischen, schweizerischen und europäischen Albumcharts und erreichte in Deutschland noch vor Charteintritt Gold-Status. In der Schweiz und in Deutschland erhielt das Album eine Platin-Auszeichnung. Zusammen mit Macdonalds Band und dem Orchester der Deutschen Radio Philharmonie Saarbrücken Kaiserslautern gab sie im Oktober 2010 in der Luxemburger Rockhal in Esch-sur-Alzette ein Konzert, bei dem sie Titel aus ihren beiden bisherigen Alben in orchestraler Fassung spielte. Daraus entstand das Live-Album A Curious Thing Special Orchestral Edition.
Im Juni 2012 erschien Macdonalds drittes Album Life in a Beautiful Light; es wurden Slow It Down, Pride und 4th of July ausgekoppelt. Am 1. Dezember 2012 erlitt sie in einem Hotel in Zürich einen Zusammenbruch und wurde anschließend in einem Schweizer Krankenhaus behandelt. Die weiteren Tourneetermine für 2012 wurden daraufhin verschoben. Sie war von 2008 bis 2012 mit dem ehemaligen Fußballspieler Steve Lovell verlobt. Im Mai 2018 heiratete sie in Las Vegas den schottischen Fußballspieler Richard Foster.
Macdonald trat bei der Verleihung der FIFA-Awards 2012 auf und sang mehrmals vor den Länderspielen Schottlands dessen inoffizielle Nationalhymne Flower of Scotland. Sie ist Anhängerin der Glasgow Rangers. Letzteres hat sie auch in den Liedern Pride und The Green and the Blue thematisiert.
Im November 2016 kündigte Macdonald ihr viertes Studioalbum Under Stars an und veröffentlichte die Single Down by the Water, die nur für Vorbesteller des schließlich im Februar 2017 erschienenen Albums erhältlich war. Im März 2017 spielte sie mehrere Konzerte in den Niederlanden, Belgien, Frankreich, Dänemark, Deutschland, Luxemburg, Österreich, der Schweiz, Tschechien, Polen und England, teilweise mit Newton Faulkner als Gastmusiker. Im Dezember 2017 veröffentlichte sie ihr erstes Weihnachtslied This Christmas Day und das dazugehörige Video. Ein Teil des Erlöses aus dem Verkauf der Single geht an die britische Alzheimer-Forschung.
2018 steuerte Macdonald für die Komödie Ein Mops zum Verlieben einige speziell für diese aufgenommene Titel sowie auch eine Auswahl ihrer Hits bei. Ende des Jahres erschien mit Woman of the World (The Best of 2007–2018) ihr erstes Best-of-Album. Von März bis April 2019 folgte eine Europatournee mit dem Album. Im Oktober 2020 erschien ihr fünftes Studioalbum The Human Demands. Mitte September kündigte sie zudem eine Europatournee im Frühjahr 2021 an, die wegen der COVID-19-Pandemie auf das Frühjahr 2022 verschoben wurde.
Im April 2025 veröffentlichte Macdonald die Single Is This What You've Been Waiting For? und kündigte ein gleichnamiges Album sowie eine dazugehörige Europatournee an. Der Song war der offizielle Song der ARD zur UEFA Frauen-EM 2025. Im Juli 2025 erschien ihr sechstes Studioalbum Is This What You've Been Waiting For?.

## Diskografie

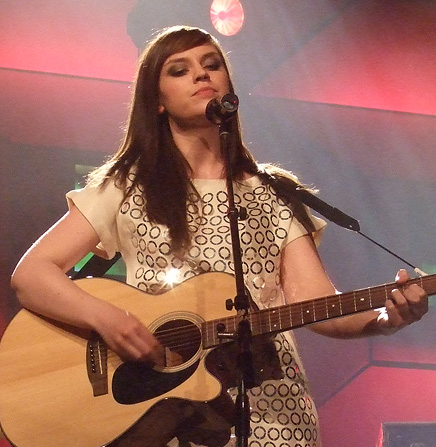
Amy Macdonald (2008)

Studioalben

| Jahr | Titel Musiklabel                                                  | Höchstplatzierung, Gesamtwochen, AuszeichnungChartplatzierungen (Jahr, Titel, Musiklabel, Platzierungen, Wochen, Auszeichnungen, Anmerkungen) | Höchstplatzierung, Gesamtwochen, AuszeichnungChartplatzierungen (Jahr, Titel, Musiklabel, Platzierungen, Wochen, Auszeichnungen, Anmerkungen) | Höchstplatzierung, Gesamtwochen, AuszeichnungChartplatzierungen (Jahr, Titel, Musiklabel, Platzierungen, Wochen, Auszeichnungen, Anmerkungen) | Höchstplatzierung, Gesamtwochen, AuszeichnungChartplatzierungen (Jahr, Titel, Musiklabel, Platzierungen, Wochen, Auszeichnungen, Anmerkungen) | Höchstplatzierung, Gesamtwochen, AuszeichnungChartplatzierungen (Jahr, Titel, Musiklabel, Platzierungen, Wochen, Auszeichnungen, Anmerkungen) | Anmerkungen                                                |
| Jahr | Titel Musiklabel                                                  | DE | AT | CH | UK | US | Anmerkungen                                                |
| ---- | ----------------------------------------------------------------- | --- | --- | --- | --- | --- | ---------------------------------------------------------- |
| 2007 | This Is the Life Mercury Records (UMG)                            | DE3 ×5Fünffachplatin · (102 Wo.)DE | AT3 ×2Doppelplatin · (82 Wo.)AT | CH1 ×5Fünffachplatin · (110 Wo.)CH | UK1 ×3Dreifachplatin · (77 Wo.)UK | US92 (2 Wo.)US | Erstveröffentlichung: 27. Juli 2007 Verkäufe: + 2.502.500  |
| 2010 | A Curious Thing Mercury Records (UMG)                             | DE1 ×2Doppelplatin · (77 Wo.)DE | AT1 Platin · (38 Wo.)AT | CH1 ×2Doppelplatin · (56 Wo.)CH | UK4 Platin · (32 Wo.)UK | — | Erstveröffentlichung: 8. März 2010 Verkäufe: + 1.000.000   |
| 2012 | Life in a Beautiful Light Mercury Records (UMG)                   | DE1 Platin · (33 Wo.)DE | AT1 (22 Wo.)AT | CH2 Platin · (38 Wo.)CH | UK2 Gold · (26 Wo.)UK | — | Erstveröffentlichung: 8. Juni 2012 Verkäufe: + 340.000     |
| 2017 | Under Stars Vertigo Records (UMG)                                 | DE2 Gold · (23 Wo.)DE | AT4 (21 Wo.)AT | CH1 Gold · (30 Wo.)CH | UK2 Silber · (9 Wo.)UK | — | Erstveröffentlichung: 17. Februar 2017 Verkäufe: + 170.000 |
| 2020 | The Human Demands BMG Rights Management (WMG)                     | DE4 (11 Wo.)DE | AT7 (3 Wo.)AT | CH2 (14 Wo.)CH | UK10 (3 Wo.)UK | — | Erstveröffentlichung: 30. Oktober 2020                     |
| 2025 | Is This What You've Been Waiting For? BMG Rights Management (UMG) | DE4 (… Wo.)DE | AT3 (… Wo.)AT | CH3 (… Wo.)CH | UK8 (… Wo.)UK | — | Erstveröffentlichung: 11. Juli 2025                        |

## Auszeichnungen
- Daily Record
  - 2008: in der Kategorie „Scottish Person of the Year“
- Echo Pop
  - 2009: in der Kategorie „Newcomer International“
  - 2011: in der Kategorie „Künstlerin International Rock/Pop“
- Silver Clef Award
  - 2007: in der Kategorie „Best Newcomer“
- Swiss Music Award
  - 2009: in der Kategorie „Best Song International“ (This Is the Life)[17]
  - 2009: in der Kategorie „Best Album Pop/Rock International“ (This Is the Life)[17]
  - 2011: in der Kategorie „Best Album Pop/Rock International“ (A Curious Thing)[18]
- Tartan Clef Award
  - 2010: in der Kategorie „Best Album“ (A Curious Thing)